# Márcio Michel
Márcio Michel Alves de Oliveira (Sobradinho, 15 de junho de 1964) é um policial civil, professor e político brasileiro. É conselheiro do Tribunal de Contas do Distrito Federal, sendo seu vice-presidente. Anteriormente, integrou a Câmara Legislativa do Distrito Federal de 2011 a 2015, durante a sexta e a sétima legislaturas.

## Biografia
Michel é graduado em direito. Posteriormente, concluiu pós-graduações em Segurança Pública, Direito Processual Penal e Direito Público. Em 1998, foi aprovado no concurso público para delegado da Polícia Civil, passando a exercer a função. Foi ainda chefe de gabinete da Administração Regional de Planaltina.
Na eleição de 2010, Michel foi eleito deputado distrital, pelo Partido Social Liberal (PSL), com 13.256 votos, correspondentes a 0,94% dos votos válidos. No pleito seguinte, foi reeleito, com 22.422 votos, ou 1,47%. Nesta eleição estava filiado ao Progressistas (PP) e foi o quarto candidato mais votado para o cargo.
Em 2015, Michel foi nomeado pela Câmara Legislativa, por unanimidade, para o cargo de conselheiro do Tribunal de Contas do Distrito Federal. Em 2018, foi eleito vice-presidente daquela corte de contas.
Em 2017, Michel foi denunciado pela Procuradoria-Geral da República por peculato, decorrente de uso indevido de dinheiro da verba indenizatória quando era deputado distrital. No mesmo ano, foi denunciado pelo mesmo órgão ao Superior Tribunal de Justiça pela prática de tortura durante seu período como delegado.